# Dióskál
Dióskál là một thị trấn thuộc hạt Zala, Hungary. Thị trấn này có diện tích 19,63 km², dân số năm 2010 là 489 người, mật độ 25 người/km².